# Vive en mí
Vive en mí es el nombre del noveno álbum de estudio y octavo realizado en español grabado por el intérprete mexicano Manuel Mijares. Fue lanzado al mercado por la empresa discográfica EMI Capitol de México el 9 de agosto de 1994. La producción y dirección fue realizada por el maestro Óscar López y Daniel Freiberg, quienes ya trabajaron en los dos álbumes anteriores del artista, Un hombre discreto (1989) y Qué nada nos separe (1991), respectivamente y gran parte de sus canciones fueron grabadas en estudios de la ciudad de Nueva York. El álbum incluye varias versiones de canciones italianas y colaboran con el cantante en la composición de algunos de los temas compositores famosos de la talla de Pablo Milanés, Lolita de la Colina, Renato Yeguas, Luis Gómez-Escolar y Gerardo Flores.

## Lista de canciones
| Vive en mí |                                           |                                                                    |          |  |
| N.º        | Título                                    | Escritor(es)                                                       | Duración |  |
| 1.         | «Vive en mí» (I nove more)                | Nino Buonocore Adapt: al español: Marco Flores                     | 3:36     |  |
| 2.         | «La quiero a morir» (Je l'aime a mourir)  | Francis Cabrel · Adapt: al español: Luis Gómez-Escolar             | 4:58     |  |
| 3.         | «Amor» (Amori)                            | Lena Biolcati · · Robymiro Adapt: al español: Manuel Mijares       | 4:37     |  |
| 4.         | «Cómo duele perder»                       | Martha Vidrio · Renato Mares                                       | 3:32     |  |
| 5.         | «Para los dos»                            | Gerardo Flores                                                     | 4:19     |  |
| 6.         | «Calorías»                                | Emilio Aragón                                                      | 3:56     |  |
| 7.         | «Alma fría»                               | Marco Flores                                                       | 3:34     |  |
| 8.         | «Para vivir»                              | Pablo Milanés                                                      | 3:12     |  |
| 9.         | «Llévame»                                 | Carlos Weinter                                                     | 2:51     |  |
| 10.        | «Amarte a ti»                             | Rafael Bustamante                                                  | 3:38     |  |
| 11.        | «Conocerte fue un placer»                 | Renato Mares                                                       | 3:30     |  |
| 12.        | «Lluvia de amor» (Sotto il cielo di Roma) | Fio Zanotti · Franco Cianni Adapt: al español: Lolita de la Colina | 4:32     |  |
| 13.        | «Lola»                                    | Pepe Marchante                                                     | 3:05     |  |
| 49:20      |                                           |                                                                    |          |  |

## Sencillos
- "Vive en mí"
- "Amor"

### Promocionales
- "Cómo duele perder"
- "Alma fría"
- "La quiero a morir"
- "Llévame"
- "Para vivir"
- "Amarte a tí"
- "Lluvia de amor"

### Posicionamientos
| #  | Título       | México | Estados Unidos Hot Lat. Hot Latin Track | Argentina | Costa Rica | Panamá | Guatemala | Colombia | Nicaragua |
| -- | ------------ | ------ | --------------------------------------- | --------- | ---------- | ------ | --------- | -------- | --------- |
| 1. | "Vive en mí" | #1     | #4                                      | #1        | #3         | #7     | #2        | #1       | #4        |
| 2. | "Alma fría"  | #2     | #1                                      | #2        | #2         | #1     | #5        | #3       | #1        |